# Podospongia india
Podospongia india är en svampdjursart som först beskrevs av de Laubenfels 1934.  Podospongia india ingår i släktet Podospongia och familjen Podospongiidae.
Artens utbredningsområde är Puerto Rico. Inga underarter finns listade i Catalogue of Life.